# Write (Unix)
Em sistemas operacionais Unix, write é um comando usado para enviar mensagens para outro usuário.

## Exemplo de uso
Ao usar o comando write, o programa shell interpreta o comando e comunica ao kernel que compreende a linguagem, fazendo o trabalho que o usuário solicitou.